# Arthur Mills Lea
Arthur Mills Lea (Sydney, 10 augustus 1868 - Adelaide, 29 februari 1932) was een Australisch entomoloog.
Lea werd geboren in Surry Hills, New South Wales, een wijk van Sydney. Als kind was hij al geïnteresseerd in insecten en bestudeerde ze in zijn vrije tijd. In 1891 gaf hij zijn baan als registeraccountant op om als assistent entomoloog te gaan werken voor het ministerie van Landbouw. Als verantwoordelijke entomoloog voor West-Australië en Tasmanië was hij succesvol in het beheersen van een bepaald soort fruitmot, die de oogsten bedreigde. Toen de regering van Fiji hem hulp vroeg bij het bestrijden van de Levuana mot (Levuana iridescens), reisde hij de hele wereld over om een parasiet te vinden die als biologische bestrijding het meest geschikt was. Hij vond deze vliegensoort in Malaya
maar de exemplaren die hij gevangen had, en wilde uitzetten, overleefden de reis niet. Later werd dezelfde vliegensoort succesvol geïntroduceerd.    
In zijn leven beschreef hij 5432 nieuwe keversoorten. Toen aan het eind van zijn leven zijn gezichtsvermogen sterk 
achteruit ging, werden de tekeningen gemaakt door zijn assistent, Norman Tindale.
Hij was lid van de Linnean Society of New South Wales, van de Royal Society of South Australia en van de Entomological Society of London.
- Australian Dictionary of Biography: lea-arthur-mills-7130
- Bibsys: 4056558
- International Standard Name Identifier: 0000 0003 9808 6246
- Nationale bibliotheek van Australië: 36515860
- Nederlandse Thesaurus van Auteursnamen: 162536054
- Système universitaire de documentation: 243334265
- Trove: 628555
- Virtual International Authority File: 192132621
- WorldCat: E39PBJwdcmctHqvTW9jrgBGWDq